# Herrarnas hopp i gymnastik vid olympiska sommarspelen 2012
Herrarnas hopp i gymnastik vid olympiska sommarspelen 2012 avgjordes den 6 augusti 2012 mellan 8 gymnaster från totalt 8 nationer. De deltagande kvalificerade sig för hoppet genom kvaltävlingen - däremot fick maximalt två gymnaster från samma land kvalificera sig.

## Medaljörer
| Gren           | Guld                   | Silver                  | Brons                  |
| Herrarnas hopp | Yang Hak-Seon Sydkorea | Denis Abljazin Ryssland | Igor Radivilov Ukraina |

## Resultat

### Kval
| Position | Gymnast                        | Hopp 1  | Hopp 1  | Hopp 1 | Hopp 1   | Hopp 2  | Hopp 2  | Hopp 2 | Hopp 2     | Totalt | Noteringar |
| Position | Gymnast                        | D-poäng | E-poäng | Straff | Hoppoäng | D-poäng | E-poäng | Straff | Hopp-poäng | Totalt | Noteringar |
| -------- | ------------------------------ | ------- | ------- | ------ | -------- | ------- | ------- | ------ | ---------- | ------ | ---------- |
| 1        | Denis Abljazin (RUS)           | 7.000   | 9.300   |        | 16.300   | 7.200   | 9.233   |        | 16.433     | 16.366 | Q          |
| 2        | Yang Hak-Seon (KOR)            | 7.000   | 9.233   |        | 16.233   | 7.000   | 9.433   |        | 16.433     | 16.333 | Q          |
| 3        | Tomás González (CHI)           | 7.000   | 9.433   |        | 16.433   | 6.600   | 9.366   | 0.1    | 15.866     | 16.149 | Q          |
| 4        | Samuel Mikulak (USA)           | 7.000   | 9.300   |        | 16.300   | 6.600   | 9.266   |        | 15.866     | 16.083 | Q          |
| 5        | Kristian Thomas (GBR)          | 7.000   | 9.300   | 0.1    | 16.200   | 6.600   | 9.166   |        | 15.766     | 15.983 | Q          |
| 6        | Flavius Koczi (ROM)            | 7.000   | 9.166   | 0.1    | 16.066   | 7.000   | 8.933   | 0.1    | 15.833     | 15.949 | Q          |
| 7        | Isaac Botella (ESP)            | 6.600   | 9.266   |        | 15.866   | 6.600   | 9.200   |        | 15.800     | 15.833 | Q          |
| 8        | Igor Radivilov (UKR)           | 7.000   | 9.266   |        | 16.266   | 7.000   | 8.633   | 0.3    | 15.333     | 15.799 | Q          |
| 9        | Dzmitrj Kaspiarovitj (BLR)     | 7.000   | 9.333   |        | 16.333   | 7.000   | 8.300   | 0.3    | 15.000     | 15.666 | R          |
| 10       | Matteo Angioletti (ITA)        | 7.000   | 8.866   | 0.3    | 15.566   | 6.600   | 9.000   |        | 15.600     | 15.583 | R          |
| 11       | Oleg Verniaiev (UKR)           | 7.000   | 9.333   |        | 16.333   | 6.600   | 8.466   | 0.3    | 14.766     | 15.549 | R          |
| 12       | Mohamed Sherif Elsaharty (EGY) | 6.200   | 9.266   |        | 15.466   | 6.200   | 9.300   |        | 15.500     | 15.483 |            |
| 13       | Shek Wai Hung (HKG)            | 6.600   | 8.400   | 0.1    | 14.900   | 7.000   | 9.033   |        | 16.033     | 15.466 |            |
| 14       | Jacob Dalton (USA)             | 7.000   | 9.200   | 0.3    | 15.900   | 6.600   | 8.266   | 0.1    | 14.766     | 15.333 |            |
| 15       | Artur Davtjan (ARM)            | 6.200   | 8.266   | 0.3    | 14.166   | 6.200   | 9.300   |        | 15.500     | 14.833 |            |
| 16       | Kim Soo-Myun (KOR)             | 6.600   | 9.066   |        | 15.666   | 4.200   | 8.958   |        | 13.158     | 14.412 |            |
| 17       | Koji Yamamuro (JPN)            | 7.000   | 8.633   | 0.3    | 15.333   | 4.200   | 9.000   |        | 13.200     | 14.266 |            |

### Final
| Pos. | Gymnast               | Hopp 1  | Hopp 1  | Hopp 1 | Hopp 1     | Hopp 2  | Hopp 2  | Hopp 2 | Hopp 2     | Totalt |
| Pos. | Gymnast               | D Score | E Score | Pen.   | Totalpoäng | D Score | E Score | Pen.   | Totalpoäng | Totalt |
| ---- | --------------------- | ------- | ------- | ------ | ---------- | ------- | ------- | ------ | ---------- | ------ |
| 1    | Yang Hak-Seon (KOR)   | 7.400   | 9.066   |        | 16.466     | 7.000   | 9.600   |        | 16.600     | 16.533 |
| 2    | Denis Ablyazin (RUS)  | 7.000   | 9.433   |        | 16.433     | 7.200   | 9.166   |        | 16.366     | 16.399 |
| 3    | Igor Radivilov (UKR)  | 7.000   | 9.400   |        | 16.400     | 7.000   | 9.233   |        | 16.233     | 16.316 |
| 4    | Tomás González (CHI)  | 7.000   | 9.400   |        | 16.400     | 6.600   | 9.366   |        | 15.966     | 16.183 |
| 5    | Samuel Mikulak (USA)  | 7.000   | 9.100   |        | 16.100     | 6.600   | 9.400   |        | 16.000     | 16.050 |
| 6    | Isaac Botella (ESP)   | 6.600   | 9.300   |        | 15.900     | 6.600   | 9.233   |        | 15.833     | 15.866 |
| 7    | Flavius Koczi (ROU)   | 7.000   | 9.200   | 0.1    | 16.100     | 6.200   | 9.066   | 0.1    | 15.166     | 15.633 |
| 8    | Kristian Thomas (GBR) | 7.000   | 9.366   |        | 16.366     | 6.600   | 8.200   |        | 14.700     | 15.533 |